# Jon Rafman
Jon Rafman, né à 1981 à Montréal, est un artiste, un cinéaste et un essayiste québécois.
Il travaille dans les domaines de la vidéo, de l’art Internet, des plateformes en ligne et de l’installation.
Il s'intéresse principalement à l'impact de la technologie sur la conscience contemporaine. Son art attire l'attention à l'échelle internationale. Rafman est reconnu pour ses œuvres qui impliquent des images trouvées sur Google Street View (9-Eyes).
Il est représenté par Zach Feuer Gallery à New York, par Seventeen Gallery à Londres, par Balice Hertling Gallery à Paris et par Future Gallery à Berlin.

## Biographie
Rafman détient deux diplômes universitaires, soit une maîtrise en beaux-arts de l'École de l'Institut d'art de Chicago et un baccalauréat en philosophie et littérature de l'Université McGill.
Il habite à Montréal.
Ses œuvres, en plus de leur présentation dans des musées, des salles d’exposition de galeries d’art et des festivals du cinéma et des nouveaux médias, ont fait l’objet d’articles entre autres dans Artforum, Modern Painter, Frieze, Der Spiegel, Harper’s Bazaar; Libération, NPR, New York Times et Wired. Rafman fait partie en 2014 et 2016 de la liste préliminaire de candidats au prix Sobey pour les arts et figure parmi les finalistes pour ce même prix en 2015 et 2018. Il est aussi en nomination pour le Future Generation Art Prize en 2014 et reçoit en 2015 le prix Pierre Ayot. Les œuvres de Rafman se retrouvent dans plusieurs collections publiques ou d’entreprise au Canada et à l’étranger, par exemple dans celles du Musée d’art contemporain de Montréal et du Musée des beaux-arts de Montréal, du Moderna Museet de Stockholm, du Stedelijk Museum d’Amsterdam, du Dallas Art Museum, de la Rubell Family Collection à Miami, du Getty Trust de Los Angeles et du Musée d’art contemporain de Rome (MACRO).

## Travail
Le travail de Rafman porte sur la technologie ainsi que sur les médias numériques ; il met l'accent sur les manières dont ces technologies nous distancient de nous-mêmes. Il offre aux amateurs d'art une vision humoristique et ironique de la mélancolie qui s'est installée dans les interactions sociales de la société moderne, des communautés ainsi que du monde virtuel. Ses films et son art en général, qui sont envoûtants et très évocateurs, mettent à profit des moments très personnels de la vie de Rafman. Ceux-ci démontrent de quelle manière la culture populaire, laquelle est extrêmement éphémère, ainsi que les médias publicitaires façonnent nos désirs et mettent en danger notre propre définition de l'être humain.
Il a exploré de fond en comble l'identité et l'histoire des univers virtuels les plus communs, comme Google Earth, Google Street View et Second Life.
Même si Rafman prend rarement position quant au message envoyé par son art, il demande constamment du spectateur de réfléchir sur le sens de la vie humaine dans un contexte, aussi récent et ambigu soit-il, où les technologies prédominent. Jon Rafman célèbre, embrasse et critique la culture contemporaine tout en révélant au monde les origines de la solitude et de l'aliénation modernes. 
L'un des projets actuels de Rafman consiste en une tournée autour du monde virtuel de Second Life, laquelle est animée par son avatar, le Kool-Aid Man. Ce projet exploite le potentiel créatif des utilisateurs afin de donner vie à un être idéal. De plus, il vise à stimuler les fétiches sexuels dans le monde virtuel. 

## Expositions
Rafman a fait partie de multiples expositions collectives telles que Les Rencontres d’Arles, new jpegs, à la Johan Berggren Gallery à Malmö en Suède, Free au New Museum of Contemporary Art de New York et Speculations on Anonymous Materials au Fridericianum à Cassel en Allemagne. Il a contribué à quelques expositions au New Museum (2010), à la Galerie Saatchi (2012), au Musée d'art contemporain de Rome (2010), au Museum of Contemporary Canadian Art (2012), au Palais de Tokyo (2012) ainsi qu'au Fridericianum (2013).
Il a aussi présenté plusieurs expositions personnelles, dont Annals of Time Lost, à la Future Gallery à Berlin (avril 2013), A Man Digging à la Seventeen Gallery à Londres (mai 2013) et You Are Standing in an Open Field à la Zach Feuer Gallery à New York (septembre 2013).
En septembre 2013, Rafman a collaboré avec le musicien expérimental Oneohtrix Point Never, basé à Brooklyn, sur un film accompagnant la sortie du R Plus Seven (en) (Warp),,,,,,,,,,,,.
En 2015, il a participé à la Biennale d'art contemporain de Lyon.
Films en ligne et projets en cours 
- 9-Eyes
- New Age Demanded
- Brand New Paint Job
- Kool-Aid Man in Second Life
- Codes of Honor
- Remember Carthage
- You, the World and I
- Woods of Arcady
- Still Life (BETAMALE)

## Publications
Publié en France, le livre de référence sur le travail de Jon Rafman est :
Jon Rafman, The Nine Eyes of Google Street View, accompagné d'un texte de Guillaume Aubry, sous la direction de Mathieu Cénac et David Desrimais. Jean Boîte Éditions, Paris, 2011.
Rafman a également été mis en vedette dans Modern Painters, dans Frieze, dans le New York Times, dans le Harper's Magazine et dans Artforum. Dans le livre Communicating the Archive: Physical Migration publié par les Archives régionales de Göteborg (sv), le travail de Jon Rafman a été présenté aux côtés d'un essai de Sandra Rafman (Ph D) à propos de l'impulsivité du travail de cet artiste.

## Prix et distinctions
- 2015 : Prix Pierre-Ayot